# Satoshi Yoshida
Satoshi Yoshida (吉田 智志 Yoshida Satoshi?), född 10 februari 1990 i Kumamoto prefektur, är en japansk före detta fotbollsspelare.
Yoshida började sin karriär 2008 i Roasso Kumamoto. Han spelade 24 ligamatcher för klubben. Han avslutade karriären 2009.